# José López Portillo, Santa María Chimalapa
José López Portillo är en ort i Mexiko.   Den ligger i kommunen Santa María Chimalapa och delstaten Oaxaca, i den sydöstra delen av landet, 600 km sydost om huvudstaden Mexico City. José López Portillo ligger 1 049 meter över havet och antalet invånare är 132.
Terrängen runt José López Portillo är kuperad, och sluttar norrut. Runt José López Portillo är det ganska glesbefolkat, med 26 invånare per kvadratkilometer. Närmaste större samhälle är San Antonio, 15,9 km sydväst om José López Portillo. I omgivningarna runt José López Portillo växer i huvudsak städsegrön lövskog.